# 大岡忠輔
大岡 忠輔（おおおか ただすけ、1924年〈大正13年〉6月28日 - 2018年〈平成30年〉12月14日）は、日本の実業家。三河西大平藩大岡家第14代当主。

## 経歴
子爵・大岡忠綱の長男として誕生。
味の素グループのクノール食品の社長を務めた。

## 人物
「大岡裁き」で名を馳せ、後に時代劇で「大岡越前」として人気を博した大岡家5代当主で、西大平藩初代藩主の大岡忠相とは名前が同音異字である。

## 系譜
- 娘婿：大岡秀朗[2]